# 乡城齿蟾
乡城齿蟾（学名：Oreolalax xiangchengensis）为锄足蟾科齿蟾属的两栖动物，是中国的特有物种。分布于四川、云南等地，多生活于高山区多石块的山溪。其生存的海拔范围为2680至3300米。该物种的模式产地在四川乡城。其种加词“xiangchengensis”意为“四川省乡城县的”。

## 亚种
- 乡城齿蟾指名亚种（学名：Oreolalax xiangchengensis xiangchengensis），Fei et Huang于1983年命名，是中国的特有物种。分布于四川、云南等地，常见于河谷的山溪中以及干燥而炎热。其生存的海拔范围为2680至3300米。该物种的模式产地在四川乡城。[3]
- 乡城齿蟾德钦亚种（学名：Oreolalax xiangchengensis deqinensis），Yang于1990年命名，是中国的特有物种。分布于云南等地，一般生活于河谷的山溪中以及干燥而炎热。其生存的海拔为2010米。该物种的模式产地在云南德钦。[4]

## 保护
本种于2023年被收录入《有重要生态、科学、社会价值的陆生野生动物名录》。